# Agathomerus zikani
Agathomerus zikani is een keversoort uit de familie halstandhaantjes (Megalopodidae). De wetenschappelijke naam van de soort werd in 1951 gepubliceerd door Félix Édouard Guérin-Méneville.